# Anna Mettbach
Anna Mettbach (* Januar 1926 in Ulfa (Nidda); † 23. November 2015 in Gießen, geborene Anna Kreuz) war eine deutsche Sintezza- und Holocaust-Überlebende. Als Zeitzeugin verfasste sie Erinnerungen, die im Jahr 1999 veröffentlicht wurden. Für ihr Engagement erhielt sie mehrere Auszeichnungen. Sie arbeitete eng mit dem Dokumentations- und Kulturzentrum Deutscher Sinti und Roma in Heidelberg zusammen.

## Leben und Wirken
Mit 16 Jahren wurde sie nach Auschwitz-Birkenau deportiert, „wo sie die Massenvernichtung in den Gaskammern aus nächster Nähe miterlebte“. Da sie von der SS als „arbeitsfähig“ eingestuft wurde, kam sie Anfang August 1944 in das Konzentrationslager Ravensbrück und schließlich in ein Lager in Wolkenburg (Sachsen), wo sie als Zwangsarbeiterin bei Siemens arbeiten musste. Auf einem Todesmarsch nach Dachau wurde sie von amerikanischen Truppen befreit. Sie heiratete Ignatz Mettbach aus Gießen, der das KZ Buchenwald überlebt hatte.
Im Jahr 1999 erschienen ihre Erinnerungen Wer wird der nächste sein? an die erlittenen Verfolgungen. Sie trat oft vor Schulklassen und auf Veranstaltungen als Zeitzeugin auf. Außerdem nahm sie auch an zahlreichen Veranstaltungen des Zentralrats Deutscher Sinti und Roma teil und sprach etwa am 25. März 2003 bei der Einweihung des Denkmals für Sinti und Roma in Leipzig. Aufgrund ihres Einsatzes wird seit 2012 jedes Jahr mit einer offiziellen Gedenkveranstaltung am 16. März an alle Gießener Sinti erinnert, die 1943 in das Vernichtungslager Auschwitz-Birkenau deportiert wurden.

## Auszeichnungen
- 2012 Bundesverdienstkreuz (Verdienstmedaille)[3]
- 2012 Hedwig-Burgheim-Medaille der Stadt Gießen[4]

## Veröffentlichungen
- „Wer wird die nächste sein?“: die Leidensgeschichte einer Sintezza, die Auschwitz überlebte. Frankfurt a. M.: Brandes und Apsel 1999, zweite Auflage 2005, ISBN 3-86099-163-9.